# Katalitički pretvornik
Katalitički pretvornik je uređaj koji se koristi za smanjivanje toksičnosti ispušnih plinova motora s unutarnjim izgaranjem. Ovaj uređaj osigurava uvjete za kemijske reakcije kojima se toksični nusprodukti izgaranja prevode u manje toksične tvari.
Reakcije koje se događaju u katalitičkim pretvornicima su sljedeće:
1. Redukcija dušikovih oksida u dušik i kisik: 2NOx → xO2 + N2
2. Oksidacija toksičnog ugljikovog monoksida u ugljikov dioksid: 2CO + O2 → 2CO2
3. Oksidacija neizgorenih kancerogenih ugljikovodika u ugljikov dioksid i vodu: 2CxHy + (2x+y/2)O2 → 2xCO2 + yH2O

Katalizatori koji se koriste za kataliziranje navedenih reakcija su plemeniti metali platina, paladij i rodij.